# 張進 (清朝)
張進（？—？），本籍福建，為中國清朝時期武官官員。
於康熙49年（1710年）奉旨接替葉國鼎，於台灣地區擔任澎湖水師協副將。而隸屬台灣鎮之下的此官職職等為正二品，是台灣清治時期的這階段，扼守台灣海峽的重要武將，並統帥兩標水營，數千名水師兵勇。康熙五十三年（1714年），任滿調往福州，仍任副將。